# Josep-Lluís Serrano Pentinat
Josep-Lluís Serrano Pentinat (Tivissa, 19 de março de 1977) é um diplomata e prelado espanhol da Igreja Católica, atual bispo da Diocese de Urgel e Co-príncipe de Andorra.

## Biografia
Em 1991 ingressou no Seminário Menor de Tortosa estudando no Colégio diocesano da Imaculada, iniciando em 1995 a passagem pelo Seminário Maior de Tortosa. Lá recebeu sua formação filosófica e teológica, obtendo em 2001 o título de Bacharel em Teologia pela Faculdade de Teologia da Catalunha com sede em Barcelona. Nesse mesmo ano foi ordenado diácono iniciando a sua experiência pastoral na Paróquia da Assumpció de María en Amposta, durante os anos de 2001 e 2002.
Recebeu a ordenação presbiteral em 21 de abril de 2002, na Catedral de Tortosa, do bispo Javier Salinas Viñals e foi incardinado na Diocese de Tortosa.
Iniciou o seu ministério sacerdotal como reitor de três paróquias rurais: La Palma d'Ebre, La Bisbal de Falset e Margalef de Montsant, onde serviu pastoralmente de 2002 a 2005. Em 2005, foi enviado para ampliar os estudos em Roma, na Pontifícia Universidade Gregoriana, onde estudou teologia dogmática, obtendo a licenciatura em 2007.
Ao regressar à Diocese de Tortosa, e até 2009, foi reitor das duas paróquias de Sant Andreu e Sant Pere, no município de Vandellòs i l'Hospitalet de l'Infant, e entre 2008 e 2009, moderador da Unidade Pastoral Litoral Norte, conciliando o trabalho pastoral com o ensino, como professor do Seminário Maior. Em 2009 retorna a Roma, para estudar na Pontifícia Academia Eclesiástica, onde obteve o diploma em estudos diplomáticos em 2012. Obteve, também, licenciatura em direito canônico pela Pontifícia Universidade Lateranense, em 2011. Também em 2012, obteve o doutorado em teologia dogmática pela Pontifícia Universidade Gregoriana.
Ingressou no serviço diplomático da Santa Sé em 1 de julho de 2012 e posteriormente trabalhou nas representações papais como secretário da Nunciatura em Moçambique de 2012 a 2016, quando vai para a nunciatura na Nicarágua, onde fica até 2017 e segue para o Brasil, onde fica até 2019, quando torna-se conselheiro de nunciatura servindo na Seção de Assuntos Gerais da Secretaria de Estado.
Em 12 de julho de 2024, foi nomeado pelo Papa Francisco como bispo coadjutor de Urgel. Recebeu a ordenação episcopal em 21 de setembro seguinte, na Catedral de La Seu d'Urgell, de Edgar Peña Parra, Substituto da Secretaria de Estado da Santa Sé, coadjuvado por Joan Enric Vives i Sicília, arcebispo de Urgel, e por Sergi Gordo Rodríguez, bispo de Tortosa.
Serrano Pentinat foi empossado em 21 de setembro. Na Conferência Episcopal Espanhola, é membro da Comissão Episcopal para as Missões e Cooperação entre as Igrejas desde novembro de 2024. Desde abril de 2025, também é membro do Conselho Episcopal para os Assuntos Jurídicos.
Sucedeu na administração da Sé e como Co-príncipe de Andorra em 31 de maio de 2025.